# 軍事力の有用性
『軍事力の有用性』(The Utility of Force: The Art of War in the Modern World)とは2005年にイギリスの軍人ルパード・スミスによって書き上げられた軍事学の研究である。
スミスは欧州連合軍副司令官を経験したイギリス人の軍人であり、湾岸戦争、北アイルランド治安維持作戦、コソボ・ボスニアでの平和維持作戦に参加した軍歴を持っている。スミスはこのような軍歴から得られる実戦経験から現代の軍事的課題とは伝統的な国家間の戦争ではなく国家の内部における戦争であると考え、本書『軍事力の有用性』で新しい戦争の特徴について分析している。
第二次世界大戦までの間に戦われた戦争はいずれも国家が主体となった戦争であった。国民国家は軍事力を組織化する中枢であり、国家の下に設置された軍隊によって戦争は遂行されてきた。これをスミスは産業化戦争(industrial war)と呼称しており、ナポレオン戦争で普及した戦争の一般的な様式であった。しかしながら、核兵器が開発されたことによって産業化戦争は実際には行われなくなった。代わりに冷戦期には別の戦争のパラダイムが登場したとスミスは指摘する。それは国家が主体となった戦争ではなく非国家主体によって担われた。それに伴って戦場の定義があいまいなものとなり、都市や農村、あらゆる空間が戦場となりうる場所となった。そして政治目的を達成するための軍事行動という産業化戦争から、平和の条件を創出して早期に撤退する戦争へ変容した。しかもこの種類の戦争においては宣戦布告と講和条約によって区分されていた戦争と平和の区分が実際には存在しない。
スミスはこのような新しい戦争の実態に現代の軍隊が対応できていない危険性を主張している。つまり現代の軍隊は国際紛争に対処することを目的に整備された組織となっており、新しい戦争に適した装備や組織を持っているわけではない。冷戦後に先進国は軍縮を進め、軍事的危機に対しては多国間で兵力を提供し合いながら問題に対処している。したがって、どの国家も新しい戦争に適応するための軍制改革が実現できていない。改革のためには軍事力の機能を見直し、人員の殺傷や装備の破壊という従来の判断基準ではなく、ボスニア、イラク、チェチェン、コソボのような事例のような政治的危機への対処という有用性から再定義を行うことが必要である。

## 文献
- Rupert Smith, The Utility of Force: The Art of War in the Modern World, London: Allen Lane, 2005.

山口昇監訳『ルパート・スミス　軍事力の効用』（原書房, 2014年）